# Saint-Germain-Village
Saint-Germain-Village – miejscowość i dawna gmina we Francji, w regionie Normandia, w departamencie Eure. W 2013 roku populacja ówczesnej gminy wynosiła 1778 mieszkańców. 
Dnia 1 stycznia 2018 roku połączono dwie wcześniejsze gminy: Pont-Audemer oraz Saint-Germain-Village. Siedzibą gminy została miejscowość Pont-Audemer, a nowa gmina przyjęła jej nazwę.